# St. Ägidius (Frauendorf)

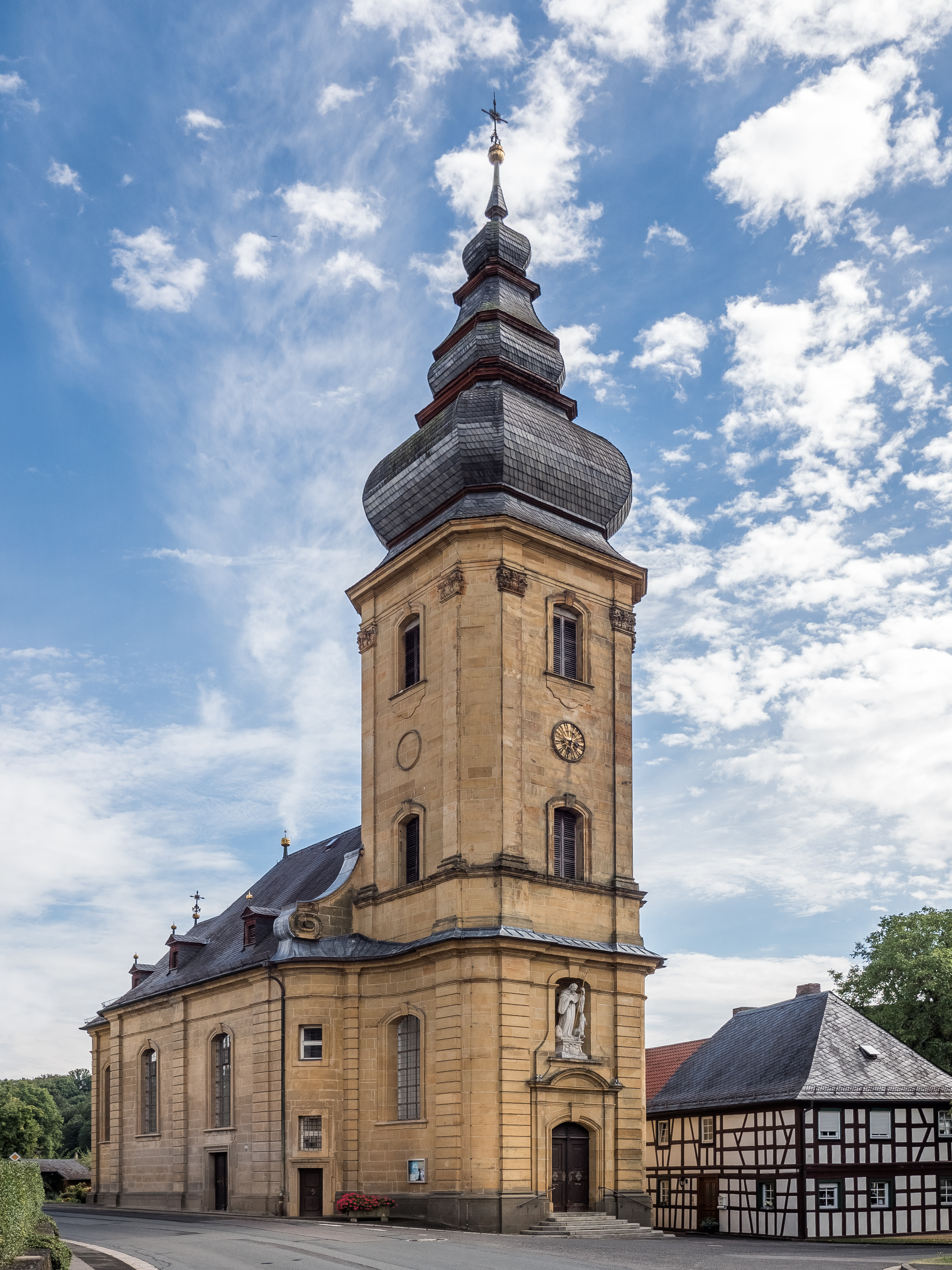
St. Ägidius in Frauendorf

Die römisch-katholische Pfarrkirche St. Ägidius in Frauendorf, einem Gemeindeteil der oberfränkischen Stadt Bad Staffelstein im Landkreis Lichtenfels, geht wohl auf eine Kapelle zurück, die vielleicht schon im 9. Jahrhundert existierte. Sie ist nach dem heiligen Ägidius benannt. 

## Geschichte
Die erste urkundliche Erwähnung einer Kapelle war 1463 anlässlich der Stiftung eines Frühmessbenefiziums durch den Patronatsherren Heinrich von Giech Buchau. Im Jahr 1520 wurde die Frauendorfer Kirche als Filiale der Pfarrei Uetzing erwähnt. Im Jahr 1828 wurde St. Ägidius zur eigenständigen Pfarrei erhoben. Das 1726 als baufällig bezeichnete Gotteshaus war wohl im 14. Jahrhundert errichtet worden. Im Jahr 1757 beauftragten die Frauendorfer den aus Staffelstein stammenden Baumeister Johann Thomas Nißler mit der Planung des Kirchenneubaus. Dem Abbruch der Kapelle im Jahr 1758 folgte die Grundsteinlegung und bis 1760 der Rohbau. Die Ausstattungsarbeiten dauerten bis 1784. Im Jahr 1788 wurden die ersten Reparaturen am Gewölbe durchgeführt, und 1803 folgte eine zeitweise Sperrung des Bauwerkes. 1873 bis 1876 wurde die Kirche erstmals umfassend saniert. Innenrestaurierungen wurden unter anderem 1910/1911 und 1959 durchgeführt.:S. 107

## Baubeschreibung

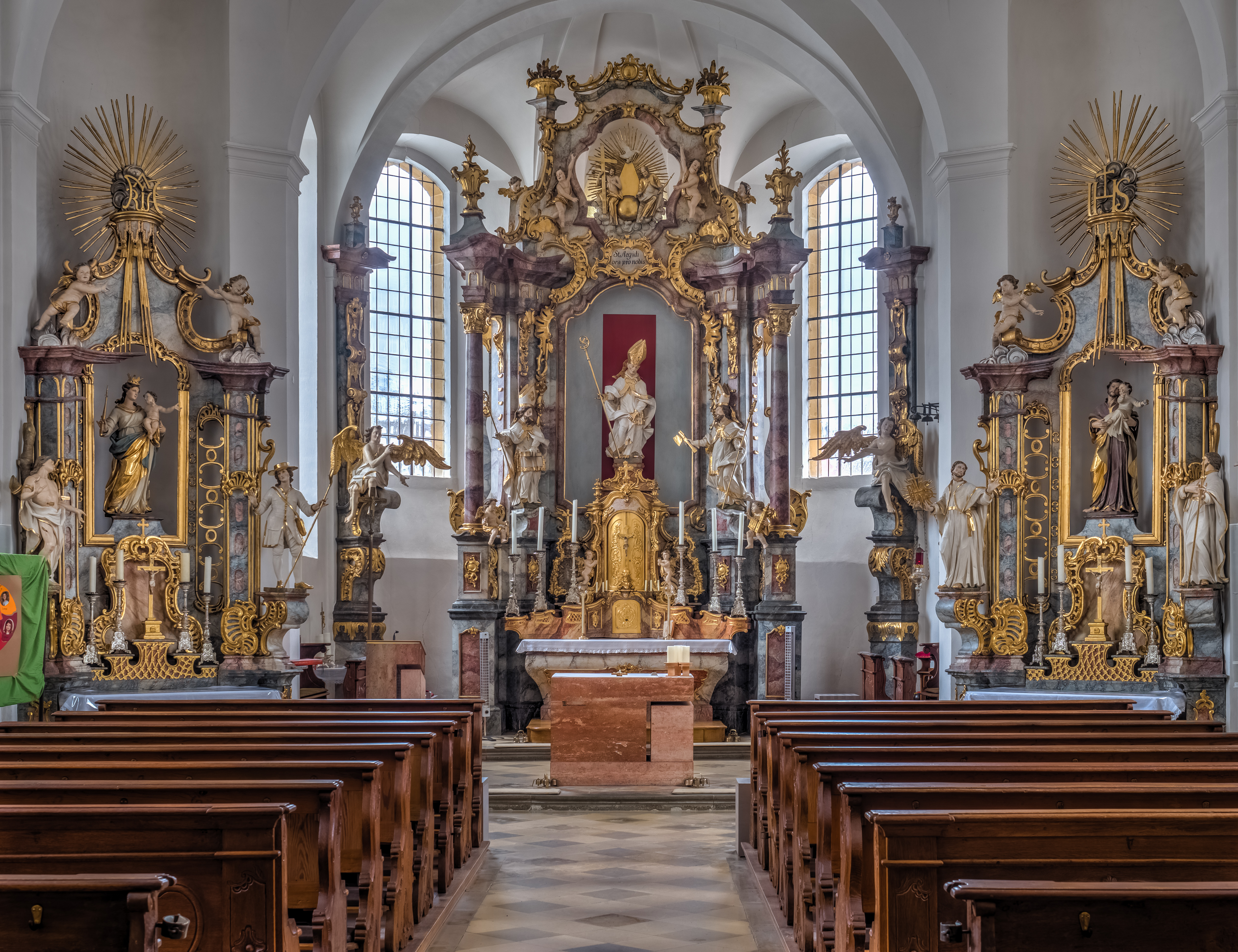
Innenraum

Die markante Barockkirche steht in Ortsmitte am Döritzbach. Der Sandsteinquaderbau ist eine zweijochige Saalkirche mit einer Einturmfassade und einem eingezogenen Chor. Er hat eine einheitliche Traufhöhe. Lisenen beiderseits der Eckrundungen von Langhaus und Turm, zwischen den Fenstern an den Langseiten, am Choransatz und in den Ecken des Chores gliedern die Fassade. Über dem Langhaus und dem Chor befinden sich schiefergedeckte, östlich abgewalmte Satteldächer mit drei Satteldachgauben je Seite. Der einjochige Chor ist innen halbkreisförmig ausgebildet. An der Nordwand und in den Chorschlussflanken befinden sich große Stichbogenfenster. Ein runder Chorbogen mit Lisenengliederung bildet den Übergang zum Langhaus, einem zentralisierenden, zweijochigen Saalraum.
Die Ecken des Langhauses sind außen abgerundet. Innen sind die Wände im Grundriss segmentbogig und die Decke mit verschleifenden Gewölbeschalen ausgebildet. Vier stichbogige Fenster belichten den Innenraum. Im Westen befindet sich die Orgelempore, die von zwei freistehenden Pfeilern und zwei Wandpfeilern getragen wird und deren Untersicht aus drei flachen Kreuzgratgewölben besteht. Die Erschließung der Empore erfolgt über zwei in den Westwandecken eingebaute Wendeltreppen. Das Turmsockelgeschoss beherbergt eine quadratische Vorhalle, überspannt von einem Kreuzgratgewölbe. Die beiden Turmobergeschosse haben drei bzw. vier Segmentbogenfenster. Pilaster korinthischer Ordnung verzieren die Westfassade des Turmes. Über dem Eingangsportal steht in einer Nische eine Sandsteinstatue des heiligen Ägidius, ein Werk des Bamberger Bildhauers Johann Baumgärtner. Eine hohe Haube mit kurzer Spitze, Knauf und Kreuz bekrönt den Turm.:S. 109